# Font de l'Hort del Bosc
La Font de l'Hort del Bosc és una surgència del terme municipal de Monistrol de Calders, al Moianès.
Està situada a 596 metres d'altitud, a l'extrem sud-oest de la Quintana de la Font, a migdia de la masia del Bosc.